# Paul Dedewo
Paul Dedewo (né le 5 juin 1991) est un athlète américain d'origine nigériane, spécialiste du 400 m.

## Biographie
En 2016, il participe aux sélections nigérianes à Sapele mais manque de se qualifier pour les Jeux olympiques et récupère sa nationalité sportive américaine en 2017.
Le 3 juin 2018, il porte son record personnel à 44 s 50 à Hengelo.
Le 15 juillet 2018, il remporte le 400 m de la Coupe du monde d'athlétisme 2018 en 44 s 48, record personnel battu.
Le 21 juillet, lors du meeting de Londres, il bat à nouveau son record personnel avec 44 s 43.